# 仙波智裕
仙波 智裕（せんば ともひろ、1982年（昭和57年）10月26日 - ）は、日本の元ラグビー選手。

## プロフィール
- 滋賀県大津市出身。
- ポジションはセンター(CTB)。
- 身長 183cm、体重 93kg
- ニックネームはせんちゃん。

## 経歴
小学4年生でラグビーを始め瀬田中学校・八幡工業高校・同志社大学（同志社大学ラグビー部）を経て、東芝ブレイブルーパスに在籍した。同志社大学ラグビー部では主将、東芝ブレイブルーパスでは副将を務め、今までに高校・大学日本代表・7人制日本代表、HSBCアジア五カ国対抗2012等の日本代表メンバーとしてキャップ9。2016年、現役を引退し、同志社大学ラグビー部のコーチに就任した。